# Rasmus et le Clochard
Pour plus de détails, voir Fiche technique et Distribution.
Rasmus et le Clochard (titre original suédois : Rasmus på luffen) est un film suédois réalisé par Olle Hellbom, sorti en Suède en 1981.
C'est un long métrage en prises de vues réelles pour la jeunesse, adapté des fictions radiophoniques et des livres de l'auteur suédois Astrid Lindgren.

## Fiche technique
- Titre français : Rasmus et le Clochard
- Titre original : Rasmus på luffen
- Réalisation : Olle Hellbom
- Scénario :
- Photographie :
- Montage :
- Musique :
- Pays d'origine :  Suède
- Langue : Suédois
- Format : couleur
- Genre : Film d'aventure, Fantasy
- Son : Dolby
- Durée : 105 minutes (1 h 45)
- Dates de sortie : 
  -  Suède : 12 décembre 1981

## Distribution
- Allan Edwall - Paradis-Oskar
- Erik Lindgren - Rasmus
- Jarl Kulle - Hilding Lif, bov
- Håkan Serner - Liander, bov
- Emy Storm - föreståndarinnan på Västerhaga barnhem
- Olof Bergström - länsman
- Rolf Larsson - poliskonstapel Bergqvist
- Roland Hedlund - poliskonstapel Andersson
- Tommy Johnson - Nilsson i Stensättra, storbonde
- Lottie Ejebrant - fru Nilsson
- Lena Brogren - Martina, Paradis-Oskars fru
- Gösta Linderholm - Sju Attan, luffare
- Göran Graffman - Rosasco, luffaren med papegojan Vackra Klara
- Georg Adelly - Lusknäckarn, knivslipare och luffare
- Lars Amble - handlarn, mannen som kommer till barnhemmet för att hämta ett barn
- Lena Nyman - handlarns fru
- Ulla-Britt Norrman - första kvinnan som Oskar och Rasmus besöker
- Svea Holst - Lille-Sara
- Paul Steen - Gunnar